# جائزة إيطاليا الكبرى 1954
جائزة إيطاليا الكبرى 1954 هو سباق فورمولا 1 أقيم بتاريخ 5 سبتمبر 1954 في حلبة مونزا، إيطاليا. كان الثامن من أصل 9 في بطولة العالم لسباقات الفورمولا واحد موسم 1954. حلّ الأرجنتيني خوان مانويل فانجيو أولا بينما جاء مايك هاوثورن في المركز الثاني.